# Louis Brisson
Louis Brisson (Plancy-l'Abbaye, 23 giugno 1817 – Plancy-l'Abbaye, 2 febbraio 1908) è stato un presbitero francese, fondatore degli oblati e delle oblate di San Francesco di Sales. È stato beatificato nel 2012.

## Biografia
Cappellano del monastero delle Visitandine di Troyes, spinto da madre Marie de Sales Chappuis (1793-1875), superiora del convento, nel 1866 collaborò alla creazione della congregazione delle Suore Oblate di San Francesco di Sales, che pose sotto la direzione della giovane Léonie Aviat (1844-1914).
Qualche anno dopo, esaudendo il sogno di san Francesco di Sales di dare vita anche ad una congregazione maschile ispirata al suo carisma ed alla sua spiritualità, fondò anche l'Istituto degli Oblati di San Francesco di Sales (1871).

## Il culto
È stato proclamato beato il 22 settembre 2012 nel corso di una cerimonia celebrata nella basilica di Saint-Pierre-et-Saint-Paul a Troyes presieduta dal cardinale Angelo Amato, prefetto della Congregazione per le Cause dei Santi, in rappresentanza di papa Benedetto XVI.